# Покритие
Вижте пояснителната страница за други значения на Покритие.
Нанасянето на покритие в материалознанието е нанасянето (или образуването) на тънък слой от материал върху повърхността на друг материал. В отделни частни случаи процесът може да е известен и като напластяване (течност върху твърда подложка), наваряване (метал върху метал), метализация (метал върху диелектрик) и др.
Нанасянето на покритие може да има декоративни и/или функционални цели. Бива цялостно или частично. Пример за слоеве с различни функции има на етикетите за бутилки – от задната страна е функционалното покритие (лепило), а от предната страна има подходящ надпис или изображение.

## Функции
Нанасянето на покритие се прави с цел да се подобрят свойствата на повърхността на основния материал, който обикновено се нарича подложка или субстрат (лат. sub- + sternere разпростирам). Сред тези свойства могат да бъдат външният вид, адхезията, способността за омокряне, устойчивостта на корозия, износоустойчивстта, устойчивостта на високи температури, електропроводимостта. Най-често срещани примери на покрития в ежедневието са боите и лаковете, които изпълняват едновременно декоративна и защитна функция. Топлотехническите покрития подобряват топлотехническите качества на изделията. Слоеве от течна фаза върху твърда повърхност се нанасят при производството на фотографски филми, рентгенови плаки, плаки за печатарски преси, магнитни носители, оптични дискове, адхезивни слоеве. В микроелектрониката покритията във вид на тънки слоеве добавят съвършено нови свойства на полупроводниковите чипове и са от съществено значение за функционалността на крайния продукт.
Като правило, покритие се нанася само върху работната част на детайла, по-рядко върху цялата му повърхност. Върху различни части от повърхността на един детайл могат да се нанасят различни покрития. Понякога се прилагат последователни слоеве от няколко материала – например грунд и боя, а съществуват и многослойни покрития (например оптични покрития).

## Видове процеси
Покритията могат да се нанасят от течна, газообразна или твърда фаза, но крайната цел е те да съставляват едно цяло с основния материал. Има много различни методи с хиляди разновидности, които зависят от вида, желаната площ и дебелина на покритието.

### От течна фаза
Нанасянето от течна фаза (на английски: liquid surface coating) е най-често използван метод за покриване на големи площи в индустрията.
- Боядисване
- Лакиране

Рулонни технологии (Roll-to-Roll):
- Широка шлицова дюза (англ. slot die),
- пресоване/екструдиране (англ. extrusion),
- двупосочно въртене (англ. reverse roll),
- пръчково нанасяне (англ. Mayer rod)
- щампа (англ. gravure)[4].

### Метализация
При метализацията се нанася покритие от метал върху диелектрик.
- Анодиране
- Хромиране
- Оксидиране
- Поцинковане
- Фосфатиране

### Физически методи
- Центрофугиране (англ. spin-coating)
- Потапяне (англ. dip-coating)

За получаване на тънки слоеве се използват:
- химическо или плазмено-химическо отлагане от газова фаза
- процеси на отлагане във вакуум
  - термично изпарение на материал (чрез резистивно или електронно-лъчево нагряване)
  - йонно разпрашване в тлеещ разряд
  - вакуумно-дъгово нанасяне

За получаване на изключително тънки (мономолекулярни) слоеве се използва
- Лангмюр-Блоджет метод (англ. Langmuir-Blodgett)[5]